# آنی ۷۹۱

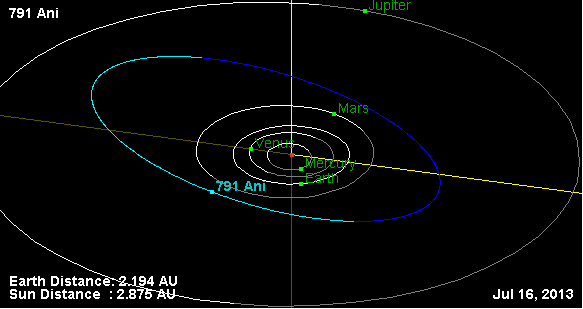
نمایی از محل قرارگیری سیارک آنی ۷۹۱ در مدار – ۲۰۱۳

سیارک ۷۹۱ (به انگلیسی: 791 Ani، نامگذاری:1914UV) هفتصد و نود و یکمین سیارک کشف شده‌است که در ۲۹ ژوئن ۱۹۱۴ و در رصدخانه سایمیز کشف شد.
قدر مطلق سیارک برابر ۹٫۲۵ است.